# Guide Star Catalog
Il Guide Star Catalog (Catalogo guida delle stelle, in genere abbreviato in GSC), conosciuto anche come Hubble Space Telescope Guide Catalog (HSTGC) è un catalogo stellare originariamente compilato per aiutare il puntamento del Telescopio Spaziale e la navigazione stellare. Nella sua versione originale conteneva informazioni su circa 20 milioni di stelle e galassie, con una magnitudine apparente compresa tra la 6 e la 15.
La versione corrente, il Guide Star Catalog II, è un gigantesco catalogo di 998.402.801 oggetti celesti distinti, e per quasi la metà di questi (455.851.237) fornisce posizioni, classificazione e magnitudini.